# Annemarie Weber
Annemarie Weber (geboren als: Annemarie Siegmund, Pseudonyme: Katja Henning, * 8. Juni 1918 in Berlin; † 15. Januar 1991 in Berlin) war eine deutsche Journalistin und Schriftstellerin.

## Leben
Annemarie Weber war die zweite Tochter eines Wirtschaftsprüfers. Sie arbeitete zuerst als Buchhändlerin und nach dem Ende des Zweiten Weltkriegs u. a. als Dolmetscherin für die britische
Militärregierung. Abschließend war sie als Journalistin für den RIAS tätig. Von 1946 bis 1951 war sie mit Heinrich Weber verheiratet, mit dem sie zusammen zwei Kinder hatte.
Ab 1952 lebte sie als freie Journalistin und Schriftstellerin in Berlin. Sie arbeitete zeitweilig als Redakteurin bei der Berliner Morgenpost und veröffentlichte erste Kurzgeschichten und Feuilletons u. a. für die Welt, die Zeit und die Süddeutsche Zeitung. Im Tagesspiegel erschienen fast vier Jahrzehnte lang Feuilletons, Reportagen und Reiseberichte von ihr. Während dieser Zeit unternahm sie längere Reisen nach England, Frankreich, Italien und Libyen. Annemarie Weber und der Schriftsteller Rudolf Lorenzen, mit dem sie von 1955 bis 1968 in zweiter Ehe verheiratet war, wurden zum Glamour-Paar der West-Berliner Bohème.
1962 erhielt die Autorin den Literaturpreis „Junge Generation der Stadt Berlin“ für ihren Roman Korso (1961). In den folgenden Jahren schrieb und veröffentlichte Weber zahlreiche Kurzgeschichten und weitere Romane, darunter Westend (1966), Roter Winter (1969) und Die jungen Götter (1974). Die zentralen Themen ihres Schaffens fand die Autorin im Berlin der Vor- und Nachkriegszeit und im Leben einer emanzipierten Frau. So verarbeitet sie beispielsweise im Roman Westend die (Nach-)Kriegserfahrung in Berlin um 1945.
Annemarie Weber starb im Januar 1991 im Alter von 72 Jahren in Berlin. Ihre letzte Ruhestätte ist ein Familiengrab auf dem Friedhof Heerstraße in Berlin-Westend (Grablage: II-Ur 6-332).
Ihre Bibliothek befindet sich in der Akademie der Künste Berlin.

## Werke

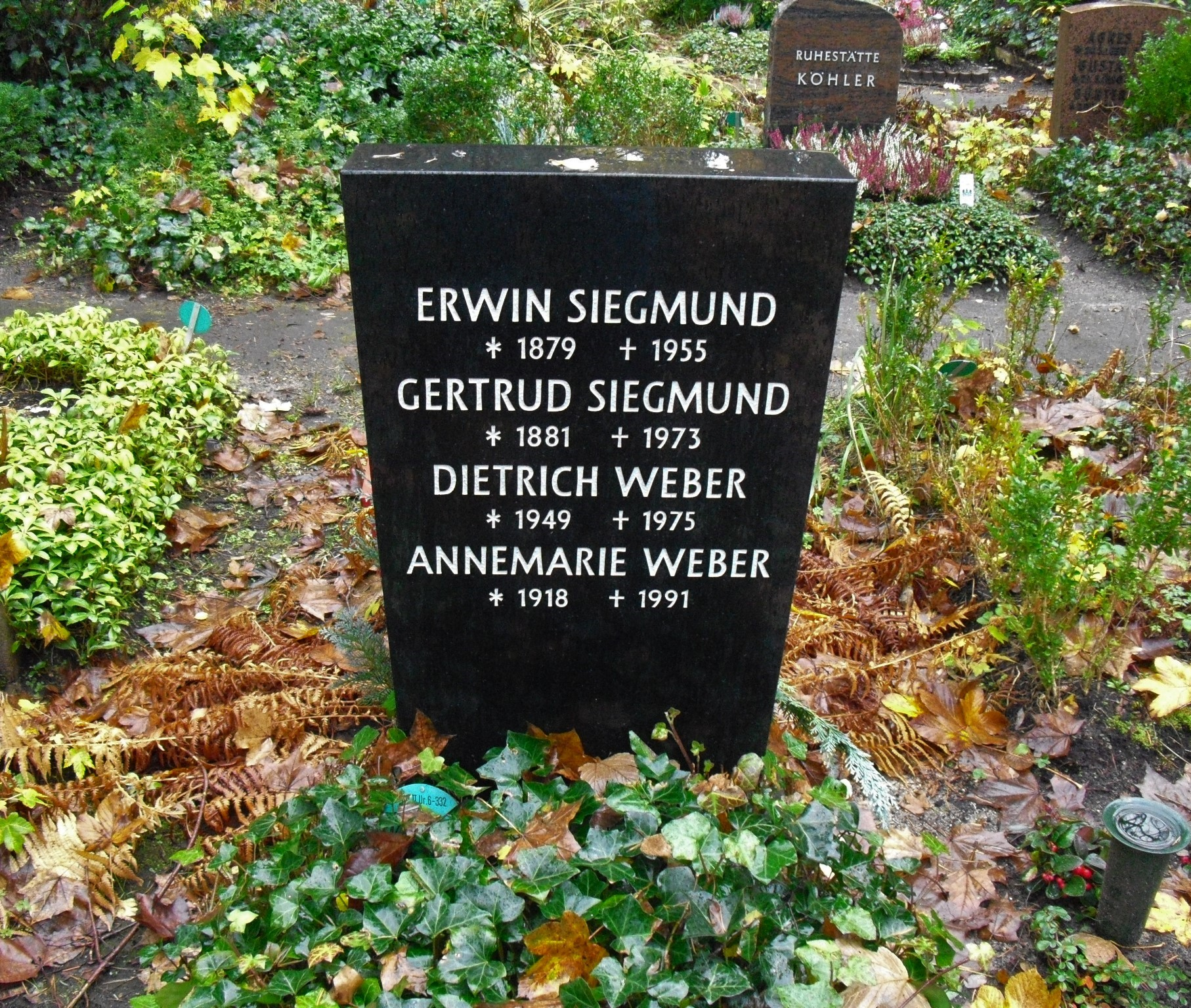
Annemarie Webers Familiengrab auf dem Friedhof Heerstraße

- Seid gut zu den Frauen!, München 1956
- Ehret die Männer!, München 1957
- Korso, Hamburg 1961
- Westend, München [u. a.] 1966. Neuausgabe: Berlin: Aviva 2012 (mit einem Nachwort von Robert Weber), ISBN 978-3-932338-52-6
- Roter Winter, München [u. a.] 1969. Berlin: Aviva 2015[6]
- Der große Sohn von Wulkow, München 1972
- Ein Mädchen aus geordneten Verhältnissen, Baden-Baden 1973 (unter dem Namen Katja Henning)
- Die jungen Götter, München 1974
- Mit Lazi unterwegs, Baden-Baden 1975
- Einladung nach Berlin, München [u. a.] 1976
- Wo bin ick'n eijentlich herjekomm'?...jeschriem nach een amerikanschen Knüller von Peter Mayle, Hamburg 1977 (illustriert von Arthur Robins)
- Rosa oder Armut schändet, Köln 1978
- Immer auf dem Sofa, Berlin 1982
- Charlottenburg, Berlin 1984 (zusammen mit Arno Kiermeir)

## Herausgeberschaft
- Sitte und Sünde, Frankfurt am Main 1979